# Państwowy Rezerwat Przyrody „Sosna eldarska”
Państwowy Rezerwat Przyrody „Sosna eldarska” – rezerwat przyrody w północno-zachodnim Azerbejdżanie, na terenie rejonu Samux, tuż przy granicy z Gruzją.
Rezerwat założono 16 grudnia 2004 dekretem prezydenta Azerbejdżanu na obszarze 1686 ha, na lewym brzegu rzeki Qabırrı. Głównym celem rezerwatu jest zachowanie niezwykle rzadkiego i endemicznego drzewa, jakim jest sosna eldarska (aze. Eldar şamı). Uważana jest ona za osobny gatunek Pinus eldarica lub też za podgatunek sosny kalabryjskiej (Pinus brutia). Jest to jedyne na świecie miejsce naturalnego istnienia tej sosny, odpornej na susze i zasolenie. Sosna eldarska jako roślina zagrożona znajduje się w Czerwonej Księdze Republiki Azerbejdżanu, a w 2013 uzyskała status taksonu bliskiego zagrożeniu (NT) na liście IUCN. Drzewa te mają tu od 100 do 120 lat i wysokość od 2 do 6 m.
Poza sosną eldarską w rezerwacie występują inne rośliny, takie jak: jałowiec (Juniperus), wiciokrzew (Lonicera), granat właściwy (Punica granatum) i dwukolczak (Paliurus)
Gniazduje tu ponad 50 gatunków ptaków. Szczególnie interesujące są wpisane do Czerwonej księgi gatunków zagrożonych ułar kaspijski (Tetraogallus caspius) i góropatwa azjatycka (Alectoris chukar kleini).